# 핀탄 막 보크라
핀탄 막 보크라(아일랜드어: Fionntán mac Bóchra)는 아일랜드 신화에 등장하는 인물이다.
노아의 손녀 카사르가 대홍수 이전에 에린 땅으로 왔을 때 50여 명이 따라갔는데, 그 중 남자는 핀탄과 카사르의 아버지인 비흐, 항법사 라드라 세 명 뿐이었다. 세 남자는 각자 열여섯 명의 여자를 아내로 맞았다. 핀탄의 아내는 카사르, 로트(Lot), 루엄(Luam), 말(Mall), 마르(Mar), 프로하르(Froechar), 페마르(Femar), 파블러(Faible), 포롤(Foroll), 키피르(Cipir), 토리언(Torrian), 탐말(Tamall), 탐(Tam), 아바(Abba), 알라(Alla), 바크너(Baichne), 실러(Sille)였고, 나중에 에블리우(Ebliu)도 아내로 맞았다. 아내들과의 사이에 태어난 아이들 중 일란(Illann) 한명만 아들이고 나머지는 모두 딸이었다.
핀탄의 처자식들은 대홍수가 닥쳤을 때 모조리 익사했지만 핀탄은 연어로 둔갑하여 살아남았다. 그 뒤 수리로 변신했다가, 매로 변신했다가 하면서 대홍수 이후 5500년을 살았다. 핀탄은 예언 능력자로, 인간의 모습으로 돌아간 뒤 능력을 사용해 에린의 왕들의 자문관 노릇을 했다. 피르 볼그의 오하드 막 에르크에게 투어허 데 다넌이 침공할 것을 예언했으며, 티러이 벌판 전투에서 피르 볼그의 편에서 싸웠다.
핀탄은 핀 막 쿠월이 활동하던 시기까지 생존했는데, 그때까지 에린 땅에서 일어난 모든 일에 대한 지식을 갖고 있었다. 핀탄은 자기와 비슷한 시기에 태어난 마법의 매와 지난 생을 반추하는 대화를 나눈 뒤, 에린에 기독교가 들어온 이후인 5세기 중의 언젠가 필멸의 세상을 떠났다고 한다.
연어로 둔갑한 것과 "지혜로운 자"라는 별호 대문에 지혜의 연어와 혼동되는 경우가 있다.
투언 막 카릴이라는 인물도 둔갑 능력자로 수천 년을 살았다.